# Beneteau 25

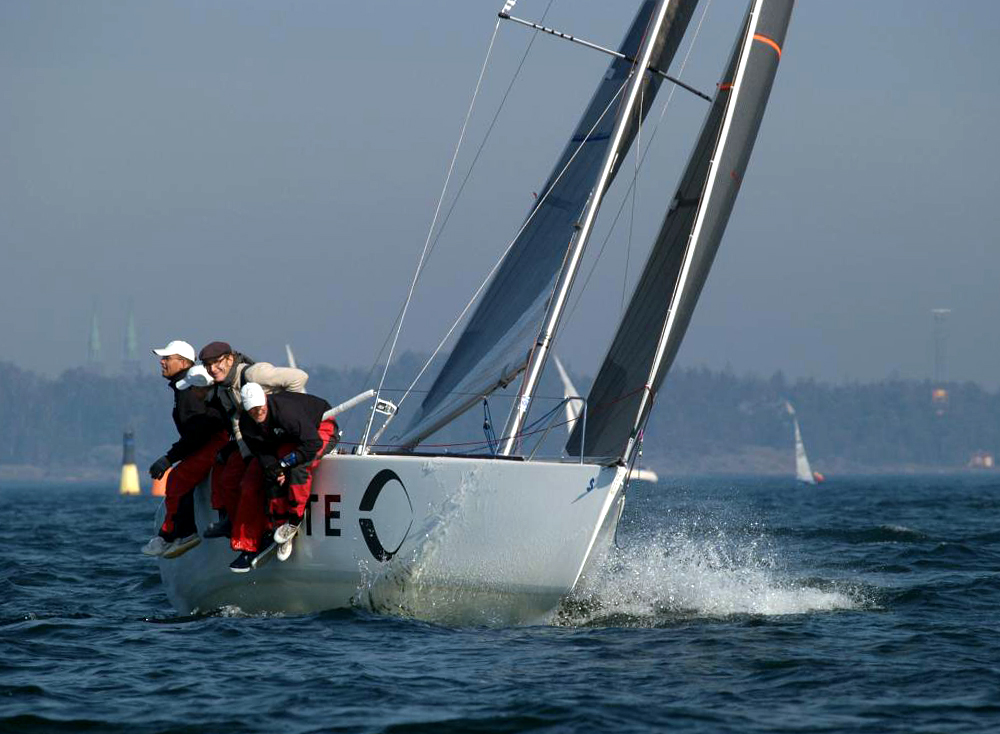
Bénéteau 25.

Benetau 25 är en fyramans sportbåt, tillverkad av Bénéteau i Frankrike.